# Am Baum
Am Baum war eine Ortslage im Norden der bergischen Großstadt Wuppertal. Der Name Am Baum ist als eigenständige Bezeichnung für diese Ortslage mehrheitlich nicht mehr im Bewusstsein der Bevölkerung vorhanden.

## Lage und Beschreibung
Die Ortslage liegt auf einer Höhe von 271 m ü. NHN an der Straße In den Birken Ecke Birkerhöhe im Süden des Wohnquartiers Eckbusch im Stadtbezirk Uellendahl-Katernberg. Benachbarte Ortslagen sind Acker, In den Birken, Am Luhnberg, Am Rohm, Am Steinberg, Holländische Heide und Kuckelsberg.

## Geschichte
Die Ortslage ist aus einem Siedlungsplatz hervorgegangen, der als bömgen (= Bäumchen) auf der Topographia Ducatus Montani des Erich Philipp Ploennies aus dem Jahre 1715 verzeichnet ist. 1815/16 besaß der Ort 55 Einwohner. Der Ort lag an einem Höhenweg (heute In den Birken), der als Kohlenweg von regionaler Bedeutung war.
1832 gehörte der Ort zur Katernberger Rotte des ländlichen Außenbezirks des Kirchspiels und der Stadt Elberfeld. Der laut der Statistik und Topographie des Regierungsbezirks Düsseldorf als Ackerhof kategorisierte Ort wurde als am Bäumchen bezeichnet und besaß zu dieser Zeit drei Wohnhäuser und vier landwirtschaftliche Gebäude. Zu dieser Zeit lebten 21 Einwohner im Ort, alle evangelischen Glaubens.
Auf der Preußischen Uraufnahme von 1843 heißt der Ort schließlich Am Baum. Anfang der 1970er Jahre verschwand die ursprüngliche Bebauung und die Ortslage wurde mit Mehrfamilienhäusern der Siedlung Birkenhöhe überbaut.